# كالتيغناغا
كالتينياغا هي بلدية (بلدية) في مقاطعة نوفارا في منطقة بيدمونت الإيطالية ، وتقع على بعد حوالي 90 كيلومتر (56 ميل) شمال شرق تورينو وحوالي 8 كيلومتر (5.0 ميل) شمال غرب نوفارا .
تقع كالتينياغا على حدود البلديات التالية: بيلينزاقو نوفاريس و برايونا و كاميري ومومو ونوفارا و سان بايترو موسيزو .

## المعالم السياحية الرئيسية
- الكنيسة الأبرشية سانتا ماريا أسونتا (القرنان الحادي عشر والثاني عشر)
- القلعة (القرنان الرابع عشر والسابع عشر)
- خطابة سانتي نازارو إي سيلسو ، في فرازيوني سولوجنو (القرن الحادي عشر). إنه مثال للإسكان المعماري الرومانسكي ، في الداخل ، في منتصف القرن الخامس عشر اللوحات الجدارية لجيوفاني دا كامبو وآخرين. يصورون قصصًا عن الحياة الأسطورية لنزاريوس وسيلسوس .
- لا تزال القناة الرومانية

## روابط خارجية
- الموقع الرسمي